# Marcus Caedicius
Marcus Caedicius (fl. IV secolo a.C.) è stato un militare romano.

## Biografia
Marcus Caedicius - dallo storico Romano Plutarco -  era un Tribuno di Roma, di estrazione plebea, che partecipò all'assedio della città Etrusca di Veio, al comando di Marco Furio Camillo nel 396 a.C.. Durante l'assedio, a notte fonda, percorrendo la via Nova, udì una voce sovrumana  dire che i Galli Senoni avrebbero attaccato al mattino la città stessa. I comandanti non diedero ascolto al medesimo e i Galli sconfissero severamente le truppe romane d'assedio.
Nel 390 a.C. sotto il comando di "Marcus Furius Camillus" il secondo fondatore di Roma, combatté contro gli Equi, conquistando Alba Fucens, nonché contro i Marsi ed Peligni stipulando, con le medesime popolazioni un accordo di pace, detto Pax Romana.
Nel 389 a.C. in qualità di Comandante "soldato" di Roma, fu incaricato di costituire sui colli strategici dei Marsi e dei Peligni, degli "oppidum",(fortini di soldati con famiglie)."L'oppidum" più importante, sito a Narola/colle Cipolla/Le Castagne, oltre il Mons Imeus, al Km. 146 della Tiburtina Valeria, costituiva "protezione" e controllo per le popolazioni Peligne.
Nel 312/308 a.C. dopo un'acerrima lotta - i Romani riconobbero agli Equi, Marsi, Superaequani e Peligni la condizione giuridica di "cives sine suffragio" con l'inglobazione di questi territori nella IV Regione di Roma.
Oggi, di Marcus Caedicius - tribuno Romano - resta la Necropoli di Narola - e la sottostante piana denominata "CEDICANA" di Castel di Ieri.